# Museo de Lesya Ukrainka (Kiev)
La Casa-Museo de Lesya Ukrainka (en ucraniano: Музей Лесі Українки) es un museo conmemorativo  dedicado a la escritora Lesya Ukrainka situado en Kiev, Ucrania. 
El museo está en el distrito de Shevchenko de Kiev en el bulevar Saksaganskogo 97.
El museo, inaugurado en 1962, consta de dos plantas y 10 habitaciones donde vivió la escritora entre 1890 y 1910. La planta inferior muestra las habitaciones de la familia tal como vivían en aquel entonces y en la planta superior hay una exposición literaria que describe su vida y obra. Entre las exhibiciones del museo se encuentran retratos de la poeta, manuscritos, libros y revistas raras, artículos para el hogar, bordados y recuerdos que ella trajo de sus viajes.
En la fachada del edificio del museo hay una placa conmemorativa de bronce que forma una única composición con el busto de Lesya Ukrainka. El 3 de abril de 2018, por la noche, unos atacantes robaron de la fachada del museo la placa conmemorativa.